# Европейская солидарность
«Европейская солидарность» (укр. «Європейська солідарність»; до 27 августа 2014 года — «Солидарность»; до 24 января 2015 года — Блок Петра Порошенко; до 24 мая 2019 года — Блок Петра Порошенко «Солидарность» укр. Блок Петра Порошенка «Солідарність») — украинская консервативная и правоцентристкая политическая партия, возглавляемая экс-президентом Украины и народным депутатом Верховной Рады Украины Петром Порошенко. Является ассоциированным членом Европейской народной партии.

## История партии
В 2000 году Пётр Порошенко вышел из СДПУ(о) Виктора Медведчука, от которой он был избран в Верховную раду в 1998 году. Причиной конфликта, по словам Порошенко, стало нежелание СДПУ(о) возвращать деньги, которые были им потрачены на предвыборную кампанию в мажоритарном округе в Винницкой области. После этого он создал в парламенте независимую левоцентристскую фракцию «Солидарность», состоявшую из 20 депутатов из трёх партий.
В июле 2000 года пять поддерживавших президента Леонида Кучму политических партий Украины, а именно Партия солидарности Украины (лидер — Пётр Порошенко), Партия регионального возрождения, Партия труда, Всеукраинская партия пенсионеров (лидер — генерал в отставке Геннадий Самофалов), а также партия «За красивую Украину» (лидер — Леонид Черновецкий) решили объединиться. Новая структура получила название «Партия регионального возрождения „Трудовая солидарность Украины“», которая в марте 2001 года на очередном съезде вновь была переименована, получив название Партия регионов (примерно в то же время Минюст зарегистрировал и «Солидарность»). Поскольку организацию считали «альянсом Порошенко и примкнувших к нему „донецких“», то предполагалось, что Порошенко и возглавит её, однако съезд партии неожиданно избрал лидером руководителя налоговой службы Украины Николая Азарова, который подчёркивал, что, несмотря на отсутствие идеологических разногласий с Порошенко, своё участие в политике он, в отличие от Порошенко, теснее связывает с президентом Кучмой. В течение 6 месяцев Порошенко оставался заместителем Азарова. В ноябре 2001 года члены Партии солидарности Украины покинули Партию регионов, заимствовавшую их идеологию и программу.

### Партия «Солидарность»
После перерегистрации первым председателем реанимированной партии «Солидарность» был Михаил Антонюк. Пётр Порошенко возглавил её 15 ноября 2001 года.
В декабре 2001 года партия присоединилась к конкурентам «регионалов» — избирательному блоку Виктора Ющенко «Наша Украина», основанному десятью партиями и 118 общественными движениями. «Солидарность» вместе с НРУ, ПРП, УНП получили статус «блокообразующих», что дало им преимущества в процессе формирования предвыборного списка на тех выборах партия «Солидарность» провела в парламент шестерых депутатов: пять по списку, Порошенко победил на мажоритарном округе № 112 в Винницкой области). В ходе выборов 2002 года Пётр Порошенко возглавил избирательный штаб блока. В дальнейшем политик был секретарём СНБО, главой совета НБУ и министром иностранных дел при президенте Викторе Ющенко и министром экономического развития в правительстве Виктора Януковича.
Новое руководство партии вскоре после этого приняло решение о слиянии с «Батькивщиной» Юлии Тимошенко, в связи с этим партия «Солидарность» официально прекратила своё существование и была ликвидирована решением Окружного административного суда Киева. Решение суда вступило в силу в ноябре 2013 года, всего за несколько дней до начала Евромайдана.

### Блок Петра Порошенко
После роспуска парламента в 2014 году «Солидарность» была воссоздана на основе «Национального альянса свободы и украинского патриотизма» (сокр. НАСТУП). 27 августа председателем партии был избран Юрий Луценко. В этот же день партия по инициативе Луценко была переименована в «Блок Петра Порошенко». Разрешение на использование своего имени дал сам прибывший на съезд президент Пётр Порошенко. В отличие от первой версии «Солидарности», которая держалась социал-демократической идеологии, программа нового блока была правоцентристская.

Логотип БПП с 27 августа 2014 по 23 января 2015

2 сентября лидер фракции «УДАР» в Верховной раде Виталий Ковальчук сообщил о намерении его партии участвовать в досрочных парламентских выборах совместно с Блоком Петра Порошенко, что декларировалось в подписанном ещё 29 марта между Виталием Кличко и Петром Порошенко «меморандуме о единении». Избирательный список Блока Петра Порошенко возглавил глава партии «УДАР» — Виталий Кличко.
На парламентских выборах 2014 года Блок Петра Порошенко предложил главе Партии венгров Украины 62-е место в своём списке. Данный шаг был сделан в связи с подписанным 1 мая 2014 года соглашением о сотрудничестве между Обществом венгерской культуры Закарпатья (название Партии венгров Украины вне выборов) и кандидатом в президенты Украины Петром Порошенко, в котором последний, в частности, обещал обеспечить парламентское представительство венгров Закарпатья, а ОВКЗ/KMKSZ, в ответ, заявила о его поддержке на пост президента Украины.

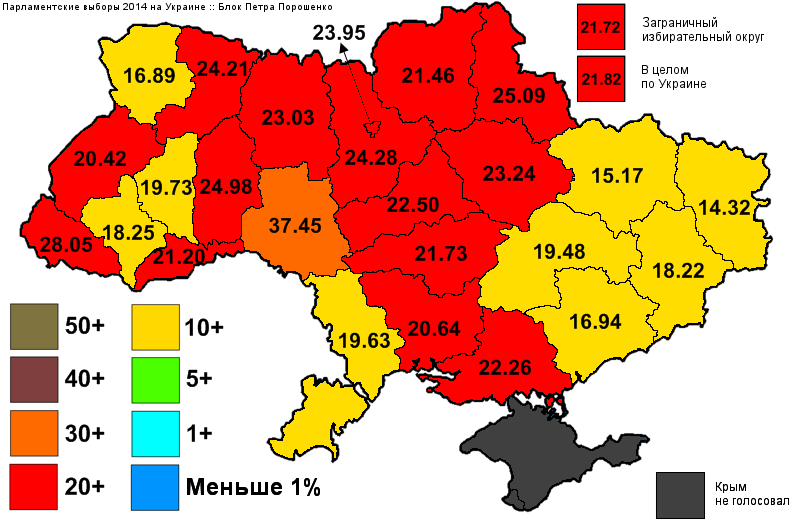
Результат Блока Петра Порошенко по регионам Украины на парламентских выборах 2014 года

По итогам выборов партия заняла второе место, но в итоге её фракция стала самой крупной (131 депутат) за счёт присоединения к ней ряда мажоритарных депутатов (сама партия рассчитывала провести в парламент не менее 226 человек). В парламенте была сформирована коалиция «Европейская Украина» (куда также вошли «Народный фронт», «Самопомощь», «Радикальная партия Олега Ляшко» и «Батькивщина»). В феврале 2016 года коалиция распалась из-за выхода «Батькивщины», «РПЛ» и «Самопомощи», но была переформатирована с помощью БПП и НФ, которым для принятия законов из-за нехватки голосов ситуативно помогали внефракционные депутаты, группы и фракции. официально коалиция распалась в мае 2019 года после выхода «Народного фронта», безуспешно пытавшегося тем самым лишить нового президента Владимира Зеленского возможности распустить парламент и назначить досрочные выборы.
24 января 2015 года партия была переименована в Блок Петра Порошенко «Солидарность».

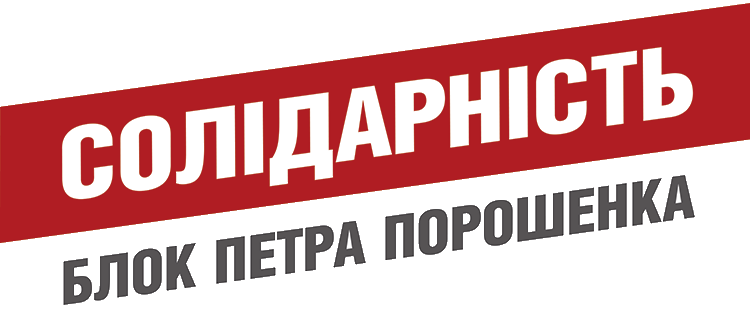
Логотип БПП «Солидарность» с 24 января 2015 по 24 мая 2019

28 августа 2015 года политические партии Блок Петра Порошенко «Солидарность» и Украинский демократический альянс за реформы (УДАР) Виталия Кличко объединились для участия в региональных выборах 2015 года. Новым председателем партии был избран Виталий Кличко.
На этих выборах БПП стал лидером, проведя 19,84 % депутатов в местные органы власти (сразу за ним «Батькивщина» — 18,13 %, другие партии получили значительно меньше мандатов).
26 марта 2016 года избранный мэром Киева Виталий Кличко написал заявление об уходе с поста руководителя партии, поскольку новый закон о госслужбе запретил чиновникам совмещать работу на государство с партийной деятельностью. Само заявление политика должен был рассмотреть политсовет партии, решение которого должен был принять съезд. Однако съезд партии с этого времени так и не проводился.
Ещё осенью 2018 года Виталий Кличко анонсировал участие УДАРа в предстоящих парламентских выборах, что ещё раз подтвердил в мае 2019 года. Нерешённым вопросом оставался формат и возможные союзники.

### «Европейская солидарность»
24 мая 2019 года на закрытом съезде был проведён ребрендинг, название партии изменено на «Европейская солидарность» (сокращённо ЕС). Порошенко делал акцент на участие в политсиле местных лидеров, волонтёров и молодых политиков. Партнёром партии стало общественное объединение «Солідарна справа громад», которая согласно подписанному меморандуму будет отвечать за праймериз в ходе выдвижения кандидатов в депутаты.
Поражение Петра Порошенко на президентских выборах потянуло вниз и рейтинги его партии. По результатам опроса социологической группы «Рейтинг», партия Порошенко возглавляет антирейтинг партий: её ни при каких обстоятельствах не поддержал бы 51,9 % украинских избирателей (в декабре 2017 года за БПП ни при каких обстоятельствах не поддержали бы 23 %). По данным опроса Украинского института социальных исследований им. Яременко, рейтинг партии «Слуга народа» составляет 39,9 %, «Оппозиционной платформы — За жизнь» — 11 %, а у «Европейской солидарности» и «Батькивщины» Юлии Тимошенко — менее 10 %.
31 мая на прошедшем в «Мистецьком арсенале» съезде большинством голосов «за» лидером партии избрали Петра Порошенко, заменившего на этом посту Виталия Кличко. Также было выбрано новое руководство политсилы:
- в центральный политсовет вошли 26 человек: Владимир Арьев, Степан Барна, Юрий Бирюков, Динара Габибулаева, Виталий Гайдукевич, Ирина Геращенко, Артур Герасимов, Михаил Довбенко, Вирджиния Дронова, Геннадий Зубко, Мария Ионова, Руслан Князевич, Владимир Кушнир, Ирина Луценко, Иван Мельничук, Артур Переверзев, Александр Погребинский, Пётр Порошенко, Татьяна Рычкова, Максим Саврасов, Олег Синютка, Виктор Таран, Елена Урсуленко, София Федина, Ирина Фриз, Нина Южанина.
- в президиум партии вошли Ирина Геращенко, Мария Ионова, Юрий Бирюков, Сергей Таран, Виталий Гайдукевич, Олег Синютка, Максим Саврасов и Пётр Порошенко.

Электоральная поддержка партии Европейская солидарность на парламентских выборах 2019 года

21 июля 2019 года на Украине прошли выборы в Верховную раду по смешанной избирательной системе с мажоритарными (одномандатными) округами и партийными списками. Партия «Европейская солидарность» получила 8,10 %, что обеспечило 23 места в Верховной Раде. Ещё 2 партийных депутата прошли по одномандатным округам. По итогу выборов регулятивный орган в лице Нацсовета по вопросам телевидения и радиовещания констатировал пиар партии на 5-м канале, Прямом и Эспрессо.
30 июня 2020 года штаб партии возглавил бывший секретарь Совета национальной безопасности и обороны Украины Александр Турчинов.

## Организационная структура
Европейская Солидарность строит свою работу на основе программы и устава. Организационная структура формируется с учётом административно-территориального устройства Украины и состоит из территориальных организаций, местных организаций и первичных ячеек.
Высший орган — съезд партии, а между съездами — Центральный совет партии и его Президиум. Исполнительный орган — секретариат. Консультативно-совещательный орган — стратегический совет. Контрольно-ревизионный орган — контрольно-ревизионная комиссия. Руководителями партии являются Председатель Центрального совета партии и Председатель Секретариата партии.

## Идеология
Идеологией партии является либеральный консерватизм и проевропеизм.
Предвыборная программа акцентировала на оборонной отрасли, борьбе с коррупцией, децентрализации. Часть позиций подробнее расписали в коалиционном соглашении и новой редакции программы ЧП «ЕС».
В отличие от первой версии «Солидарности», которая держалась социал-демократической идеологии, программа «ЕС» правоцентристская.